# Eerste klasse 2006-07 (voetbal België)
Het seizoen 2006/07 van de Belgische Jupiler League ging van start op 27 juli 2006 en eindigde op 19 mei 2007. RSC Anderlecht verlengde zijn titel, en werd zo voor de 29ste maal in zijn geschiedenis landskampioen.

## Gepromoveerde teams
Dit team promoveert uit de Tweede Klasse voor de start van het seizoen:
- RAEC Mons (kampioen) Keerde na 1 seizoen terug naar de hoogste afdeling en nam de plaats in van RAA Louviéroise.

Er was dit seizoen slechts één nieuwkomer in de hoogste klasse. Voorgaande seizoenen promoveerde ook de eindrondewinnaar uit Tweede Klasse mee, maar vanaf diende 2005/06 aan deze eindronde in Tweede Klasse ook de voorlaatste uit Eerste Klasse deel te nemen. Deze voorlaatste degradeerde zo niet rechtstreeks, maar kreeg een extra kans om behoud in de hoogste afdeling af te dwingen. In 2005/06 was Lierse SK voorlaatste geëindigd. De club nam deel aan de eindronde en won deze. De eersteklasser kon dus zijn plaats in Eerste behouden, het gevolg was dat geen bijkomende tweedeklasser uit de eindronde promoveerde.

## Gedegradeerde teams
Deze teams degradeerde naar Tweede Klasse op het eind van het seizoen:
- KSK Beveren (laatste reguliere competitie) degradeerde na 10 seizoenen op het hoogste niveau.
- K Lierse SK (verliezer van eindronde) degradeerde na 3 seizoenen op het hoogste niveau.

## Clubs
Achttien ploegen speelden in 2006/07 in Eerste Klasse. De meeste clubs kwamen uit Vlaanderen, slechts vier clubs kwamen uit Wallonië en twee uit Brussel.
| Club                            | Plaats                        | Trainer               | Vorige trainers seizoen 2006-2007 | # (Positie 2005-2006) |
| ------------------------------- | ----------------------------- | --------------------- | --------------------------------- | --------------------- |
| RSC Anderlecht                  | Anderlecht (Brussel)          | Franky Vercauteren    | geen                              | 1                     |
| R.Standard de Liège             | Luik                          | Michel Preud'homme    | Johan Boskamp                     | 2                     |
| Club Brugge KV                  | Brugge                        | Čedomir Janevski      | Emilio Ferrera                    | 3                     |
| KAA Gent                        | Gent                          | Georges Leekens       | geen                              | 4                     |
| KRC Genk                        | Genk                          | Hugo Broos            | geen                              | 5                     |
| Germinal Beerschot Antwerpen    | Antwerpen                     | Marc Brys             | geen                              | 6                     |
| SV Zulte Waregem                | Waregem                       | Francky Dury          | geen                              | 7                     |
| KSC Lokeren Oost-Vlaanderen     | Lokeren                       | Slavoljub Muslin      | Ariël Jacobs, Rudi Cossey         | 8                     |
| KVC Westerlo                    | Westerlo                      | Herman Helleputte     | geen                              | 9                     |
| FC Molenbeek Brussels Strombeek | Sint-Jans-Molenbeek (Brussel) | Albert Cartier        | geen                              | 10                    |
| Sp.du pays de Charleroi         | Charleroi                     | Philippe Van de Walle | Jacky Mathijssen                  | 11                    |
| KSV Roeselare                   | Roeselare                     | Dirk Geeraerd         | geen                              | 12                    |
| R.Excelsior Mouscron            | Moeskroen                     | Ariël Jacobs          | Gil Vandenbrouck                  | 13                    |
| Cercle Brugge KSV               | Brugge                        | Harm van Veldhoven    | geen                              | 14                    |
| K.Sint-Truidense VV             | Sint-Truiden                  | Peter Voets           | Thomas Caers, Henk Houwaart       | 15                    |
| KSK Beveren                     | Beveren                       | Edy De Bolle          | Walter Meeuws                     | 16                    |
| K. Lierse SK                    | Lier                          | Kjetil Rekdal         | René Trost                        | 17                    |
| RAEC Mons                       | Bergen                        | José Riga             | geen                              | Tweede Klasse         |

| 3 1 5 2 11 4 16 8 9 15 7 10 13 6 14 18 17 12 Geografische verspreiding clubs |

## Titelstrijd
Vooraf werden RSC Anderlecht, Club Brugge, Standard de Liège en KAA Gent als titelfavorieten beschouwd. Anderlecht was titeldragend landskampioen, en samen met Club Brugge een van de twee grootste topclubs van het voorbije decennium. RSC Anderlecht had in vergelijking met vorig seizoen heel wat sterkhouders zien vertrekken, maar ter vervanging heel wat nieuwe talenten bij gekocht. Club Brugge was met een vernieuwde ploeg vorig seizoen iets minder, maar eindigde sterk. De club had bovendien weinig aanpassingen moeten doen aan zijn kern, en hoopte op het elan van vorig seizoenseinde door de te gaan. Ook KAA Gent was het vorige seizoen een van de beste teams in de eindronde en hoopte daarop verder te bouwen. Gent had met het vertrek van Mbark Boussoufa en Wouter Vrancken echter zijn sterkhouders verloren. Standard had vorig seizoen na vele jaren nog eens lang mee gestreden voor de titel, de vraag was wat de club na de zomer in het nieuwe seizoen waard was. Racing Genk, een andere topclub, bleef enigszins in de schaduw.
Op de openingswedstrijd stonden de toppers Club Brugge en KAA Gent meteen tegenover elkaar. Brugge begon daar sterk met een 5-0 zege tegen Gent.
Op de vierde speeldag stonden RSC Anderlecht en Club Brugge al tegenover elkaar. Anderlecht won met 1-0 (doelpunt van Mohammed Tchité), en zette de voornaamste concurrent daarmee op 6 punten. KAA Gent en Standard hadden hun start gemist en stonden reeds ver achter in de rangschikking.
Racing Genk begon het seizoen het best en stond na dertien speeldagen alleen op de eerste positie. Het kon een kloof uitbouwen met Anderlecht en Club Brugge. De andere titelfavoriet Standard was terug te vinden in de subtop wegens een slechte seizoensstart.
Na de winterstop bleven Genk en Anderlecht goede resultaten neerzetten. Standard bleef achter deze twee. Club Brugge, dat tot twee seizoenen terug steevast een top-2-plaats haalde, kon nooit meedingen voor de bovenste plaatsen, en moest zelfs Gent en Charleroi voor laten gaan. Anderlecht haalde Genk bij, en op de voorlaatste speeldag verzekerde  RSC Anderlecht zich van een nieuwe landstitel, na een nederlaag van concurrent Genk.

## Degradatiestrijd
Vooraf werd vaak gespeculeerd dat KSK Beveren het lastig zou hebben en laatste zou eindigen. Het voorafgaande seizoen eindigde Beveren op de zestiende plaats, waardoor het net geen eindronde moest spelen om degradatie te vermijden. Naast KSK Beveren werden ook Excelsior Moeskroen en Cercle Brugge als mogelijke degradatiekandidaten gezien. Er werd verwacht dat promovendus RAEC Mons net uit de degradatiezone zou kunnen blijven.
Vooral Lierse SK maakte een slecht seizoen door. Reeds van in het begin van de competitie stond de club achteraan. Vanaf de vijfde speeldag bezette Lierse alleen allerlaatste plaats. Pas op de 17de speeldag behaalde de ploeg zijn eerste overwinning, en stond ondertussen al tien punten achter op de voorlaatste.
Uiteindelijk ging de degradatiestrijd tussen KSK Beveren en Lierse SK. Lierse haalde iets meer punten in de terugronde, maar werd hierdoor geholpen door de slechte prestatie van Beveren. Beveren haalde slechts negen punten in zeventien matchen na de winter. Tot en met de voorlaatste speeldag stond Lierse op de laatste plaats, maar op laatste speeldag wipte Lierse alsnog over Beveren. Zo degradeerde Beveren rechtstreeks naar Tweede Klasse en speelde Lierse eindronde met de tweedeklassers.

## Eindstand
|         |    |                                  | P  | W  | G  | V  | +  | -  | DS  | Ptn |
| ------- | -- | -------------------------------- | -- | -- | -- | -- | -- | -- | --- | --- |
| K (CL)  | 1  | RSC Anderlecht                   | 34 | 23 | 8  | 3  | 75 | 30 | 45  | 77  |
| (CL)    | 2  | KRC Genk                         | 34 | 22 | 6  | 6  | 71 | 37 | 34  | 72  |
| (UEFA)  | 3  | R. Standard de Liège             | 34 | 19 | 7  | 8  | 62 | 38 | 24  | 64  |
|         | 4  | KAA Gent                         | 34 | 18 | 6  | 10 | 56 | 40 | 16  | 60  |
|         | 5  | R. Sporting du Pays de Charleroi | 34 | 17 | 9  | 8  | 51 | 40 | 11  | 60  |
| (beker) | 6  | Club Brugge KV                   | 34 | 14 | 9  | 11 | 58 | 40 | 18  | 51  |
|         | 7  | Germinal Beerschot               | 34 | 14 | 9  | 11 | 52 | 46 | 6   | 51  |
|         | 8  | KVC Westerlo                     | 34 | 12 | 10 | 12 | 41 | 44 | −3  | 46  |
|         | 9  | RAEC Mons                        | 34 | 12 | 8  | 14 | 41 | 41 | 0   | 44  |
|         | 10 | R. Excelsior Mouscron            | 34 | 10 | 12 | 12 | 51 | 55 | −4  | 42  |
|         | 11 | KSV Roeselare                    | 34 | 10 | 9  | 15 | 50 | 72 | −22 | 39  |
|         | 12 | Cercle Brugge KSV                | 34 | 10 | 8  | 16 | 31 | 36 | −5  | 38  |
|         | 13 | FC Brussels                      | 34 | 8  | 14 | 12 | 39 | 50 | −11 | 38  |
|         | 14 | SV Zulte Waregem                 | 34 | 9  | 10 | 15 | 40 | 54 | −14 | 37  |
|         | 15 | K. Sint-Truidense VV             | 34 | 9  | 8  | 17 | 39 | 52 | −13 | 35  |
|         | 16 | KSC Lokeren Oost-Vlaanderen      | 34 | 5  | 15 | 14 | 32 | 48 | −16 | 30  |
| E       | 17 | K. Lierse SK                     | 34 | 6  | 8  | 20 | 33 | 66 | −33 | 26  |
| D       | 18 | KSK Beveren                      | 34 | 5  | 10 | 19 | 31 | 64 | −33 | 25  |

P: wedstrijden gespeeld, W: wedstrijden gewonnen, G: gelijke spelen, V: wedstrijden verloren, +: gescoorde doelpunten, -: doelpunten tegen, DS: doelsaldo, Ptn: totaal punten
K: kampioen, D: degradeert, E: naar eindronde (beker): bekerwinnaar, (CL): geplaatst voor Champions League, (UEFA): geplaatst voor UEFA-beker

## Topscorers
| # | Scorer             | Goals | Team                | Land                  |
| - | ------------------ | ----- | ------------------- | --------------------- |
| 1 | François Sterchele | 21    | Germinal Beerschot  | België                |
| 2 | Patrick Ogunsoto   | 20    | KVC Westerlo        | Nigeria               |
|   | Mohammed Tchité    | 20    | RSC Anderlecht      | Congo-Kinshasa        |
| 3 | Adnan Čustović     | 18    | Excelsior Moeskroen | Bosnië en Herzegovina |
| 4 | Boško Balaban      | 17    | Club Brugge         | Kroatië               |
| 5 | Adekanmi Olufade   | 15    | KAA Gent            | Togo                  |
| 6 | Milan Jovanovic    | 14    | Standard Luik       | Servië                |
|   | Nicolás Frutos     | 14    | RSC Anderlecht      | Argentinië            |
| 7 | Ahmed Hassan       | 12    | RSC Anderlecht      | Egypte                |
| 8 | Kevin Vandenbergh  | 11    | KRC Genk            | België                |
|   | Dieter Dekelver    | 11    | KVC Westerlo        | België                |
|   | Goran Ljubojević   | 11    | KRC Genk            | Kroatië               |
|   | Mohamed Dahmane    | 11    | RAEC Mons           | Frankrijk             |

## Individuele prijzen

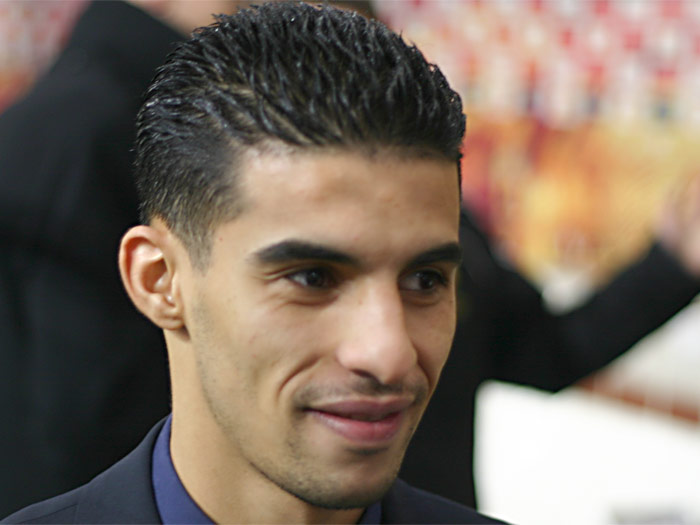
Mbark Boussoufa won op 17 januari 2007 zijn eerste Gouden Schoen.

| Prijs                            | Winnaar            | Club           |
| -------------------------------- | ------------------ | -------------- |
| Gouden Schoen:                   | Mbark Boussoufa    | RSC Anderlecht |
| Mooiste Doelpunt (Gouden Schoen) | Mohammed Tchité    | RSC Anderlecht |
| Profvoetballer van het Jaar:     | Mohammed Tchité    | RSC Anderlecht |
| Belofte van het Jaar:            | Lucas Biglia       | RSC Anderlecht |
| Trainer van het Jaar:            | Hugo Broos         | KRC Genk       |
| Keeper van het Jaar:             | Daniel Zitka       | RSC Anderlecht |
| Scheidsrechter van het Jaar:     | Jérôme Efong Nzolo | /              |
| Ebbenhouten Schoen:              | Mohammed Tchité    | RSC Anderlecht |

## Trivia
- Opmerkelijk was dat de competitie reeds in juli van start ging, hoewel artikel V/17 van het Bondsreglement stelt: Tijdens de maand juli zijn kampioenschapswedstrijden verboden.
- Reeds op de eerste speeldag maakte scheidsrechter Peter Jordens in de wedstrijd Lokeren - Standard een opmerkelijke flater: Standard mocht de aftrap geven in de eerste helft; en ook de tweede helft werd door Standard afgetrapt.
- Johan Boskamp genoot dit seizoen de twijfelachtige eer om de eerste ontslagen trainer te worden. Boskamp kreeg zijn ontslag bij Standard Luik na 4 speeldagen, nadat de Rouches slechts 2 op 12 scoorden.
- De tiende speeldag kreeg de naam 'rode speeldag': Er werden dat weekend in negen wedstrijden tien rode kaarten gegeven, een record. De opvallendste wedstrijd was Germinal Beerschot - Charleroi waarin scheidsrechter Luc Wouters aan beide ploegen respectievelijk 1 en 3 rode kaarten gaf.
- Op 19 mei 2007 floot scheidsrechter Johny Ver Eecke zijn laatste wedstrijd in Eerste Klasse.